# گردباد (فیلم ۱۹۳۳)
گردباد (انگلیسی: The Whirlwind) فیلمی در ژانر وسترن به کارگردانی دیوید راس لدرمن است که در سال ۱۹۳۳ منتشر شد.